# Yu Xiaohui
Yu Xiaohui (xinès: 余小惠; pinyin: Yú Xiǎohuì) (Xangai 1949 -) periodista, guionista, editora i escriptora xinesa. Va compartir el Premi Mao Dun de Literatura de l'any 1991, amb el seu marit Sun Li, per la novel·la 都市风流, traduïda a l'anglès com Metropolis, o Rhapsody of Metropolis

## Biografia
Yu Xiaohui va néixer a Xangai (Xina) el 1949. El 1974, es va graduar a la Universitat Normal de Tianjin i més tard va exercir de professora a l'Acadèmia d'Arts i Oficis i al Col·legi de Medicina Tradicional Xinesa deTianjin.
Editora de la revista Tianjin Baihua Literatura i Art "Fiction Monthly" i va treballar en el Centre de Cinema i Televisió de Cultura Oriental.
El 1981, Yu Xiaohui va començar a publicar obres i el 1991, es va unir a l'Associació d'Escriptors Xinesos.

### Obres destacades
- - 都市风流》)Rhapsody of Metropolis (coautor: Sun Li)
  - 但愿人长久 Wishing We Last Forever (coautor: Sun Li)
  - 选择 (Choice) Sèrie radiofònica